# Clement Town
Clement Town è una suddivisione dell'India, classificata come cantonment board, di 19.634 abitanti, situata nel distretto di Dehradun, nello stato federato dell'Uttarakhand. In base al numero di abitanti la città rientra nella classe IV (da 10.000 a 19.999 persone).

## Geografia fisica
La città è situata a 30° 16' 0 N e 78° 4' 0 E e ha un'altitudine di 628 m s.l.m..

## Società

### Evoluzione demografica
Al censimento del 2001 la popolazione di Clement Town assommava a 19.634 persone, delle quali 11.470 maschi e 8.164 femmine. I bambini di età inferiore o uguale ai sei anni assommavano a 2.503, dei quali 1.359 maschi e 1.144 femmine. Infine, coloro che erano in grado di saper almeno leggere e scrivere erano 10.781, dei quali 6.649 maschi e 4.132 femmine.